# تک‌گویی درونی
تک‌گویی درونی یا گفتار درونی یکی از شگردهای ادبیات داستانی و ادبیات نمایشی است. شیوه‌ای در روایت، و آن بازگویی افکار درونی و عاطفی شخصیت داستان یا نمایشنامه است که در یک یا چند سطح ذهن جریان می‌یابد و تا سطح پیش از گفتار می‌رسد. این گفتارِ بر زبان نیامده، بدون دخالت نویسنده، از طریق تداعی معانی، یا ساده‌ترین جملات که غالباً از نظم منطقی نیز بی‌بهره است، زندگی درونی شخصیت و گاه تاریک‌ترین زوایای ذهن وی را می‌نمایاند. ساعت گرگ و میش و بخش‌هایی از سنگ صبور و بعضی داستان‌های هرمز شهدادی نمونه‌ای از به کارگیری این شیوه در داستان‌نویسی فارسی است. نخستین کاربرد این اصطلاح متعلق به ادوارد دوژاردن داستان‌نویس فرانسوی در سال ۱۸۸۷ میلادی است.